# Mnemosyne granulata
Mnemosyne granulata är en insektsart som beskrevs av Van Stalle 1987. Mnemosyne granulata ingår i släktet Mnemosyne och familjen kilstritar.
Artens utbredningsområde är Dominikanska republiken. Inga underarter finns listade i Catalogue of Life.